# Bert Bouwmeester
Berend Johannes (Bert) Bouwmeester (Zaandam, 28 juni 1959) is een Nederlandse bestuurder en politicus. Hij is lid van D66.

## Achtergrond en loopbaan
Voor de gemeentelijke herindeling van 1 januari 2004 was hij vanaf 16 februari 1997 de laatste burgemeester van de Westlandse gemeente Monster, welke bestond uit Monster, Poeldijk en Ter Heijde aan Zee. Hij was redelijk populair onder de bevolking. Voor zijn burgemeesterschap in Monster was hij van 1990 tot 1997 wethouder voor D66 in Zaanstad.
In die gemeente groeide hij op en deed hij zijn eerste bestuurlijke ervaring op. Gedurende zijn middelbareschooltijd op het Zaanlands Lyceum werd hij actief in de Nederlandse Jeugdbond voor Natuurstudie, die o.a. actie voerde tegen de toenmalige plannen om het Guisveld te bebouwen. Hoewel hij op school deel uitmaakte van de ZL Bigband, naast Saskia Laroo, en overwoog voor het conservatorium te kiezen, werd het toch de studie Biologie aan de Universiteit van Amsterdam. Na zijn kandidaatsexamen nam hij deel aan twee oceanografische expedities.
Gedurende die studie werd hij lid van D66 en actief in de afdeling en steunfractie Zaanstad. In februari 1987 werd hij als raadslid geïnstalleerd. Als lijsttrekker bij de gemeenteraadsverkiezingen van 1990 en 1994 kon hij de groei van eenmansfractie naar een fractie van zes politiek verzilveren door deelname van D66 aan het College van B&W.
Bouwmeester was vanaf 1 januari 2004 de burgemeester van de gemeente Coevorden in Drenthe. Hij initieerde onder andere de bouw van een nieuw gemeentehuis onder architectuur van Thomas Rau. De grensgemeente Coevorden leende zich voor verdieping in internationale samenwerking en versterking van de banden in de Duits-Nederlandse grensregio. Hij speelde een belangrijke rol in de ontwikkeling van het grensoverschrijdende bedrijventerrein Güterverkehrszentrum (GVZ) Europark. En hij leverde bijvoorbeeld samen met zijn collega van de Duitse buurgemeente Emlichheim Daniela Kösters een bijdrage aan het project 102.000 namen lezen bij Herinneringscentrum Kamp Westerbork. Bij samenwerkingsverbanden als de Euregio, de Eems-Dollard Regio en de Association of European Border Regions was Bouwmeester nauw betrokken en bestuurlijk actief.
Op 19 januari 2021 maakte Bouwmeester bekend per 1 oktober van dat jaar te stoppen als burgemeester van Coevorden. Op 1 oktober van dat jaar werd CDA'er Renze Bergsma burgemeester van Coevorden. Tijdens zijn afscheid van de gemeente Coevorden in september 2021 werd Bouwmeester benoemd tot Ridder in de Orde van Oranje-Nassau en ereburger van de gemeente Coevorden.
Bouwmeester is actief als onafhankelijk adviseur in het (semi-) publieke domein en daarnaast voorzitter van de stichting Terug naar Westerbork. Na de gemeenteraadsverkiezingen van 2022 vormde hij als formateur in Ooststellingwerf een coalitie van Ooststellingwerfs Belang, GroenLinks, PvdA, CDA en VVD.

## Nevenfuncties 2004-2021
- Lid Algemeen Bestuur Euregio[14], lid Mosercommissie Euregio
- Alternerend Voorzitter/Vice-voorzitter Aufsichtsrat (RvC) en Gesellschafterversammlung (AvA) Europark Coevorden/Emlichheim Entwicklungsgesellschaft GmbH[3]
- Voorzitter Openbaar lichaam Eems Dollard Regio (EDR)[15]
- Vice-President Association of European Border Regions (AEBR) [16]
- Voorzitter Raad van Toezicht Stichting TORECO[17] l
- Bestuurslid VDG (afd. Drenthe van de Vereniging Nederlandse Gemeenten: VNG) portefeuillehouder Klimaat, Energie en Milieu[18]
- Lid stuurgroep Stedenkring/ Städtering Zwolle-Emsland[19]
- Lid Coordinating Council on Trans-Eurasian Transportation CCTT[20]
- Lid Raad van Commissarissen NV Rendo Netbeheer/ Holding[21]
- Lid RvC Waterleidingmaatschappij Drenthe[22]
- Mede-oprichter en AvA-lid Afvalinzamelorganisatie AREA
- Lid commissie Europa/Internationaal VNG[23]
- Lid CIVEX-commissie Comité voor de Regio’s, Brussel (EU)[24]
- Lid Governance-commissie Congress LRA (Raad van Europa), Straatsburg[25]

## Trompfestival
In de laatste jaren van zijn burgemeesterschap in Monster was hij tevens voorzitter van het organisatiecomité van het Trompfestival ter herdenking van de Slag bij Ter Heijde 350 jaar geleden. Dit festival bleek echter achteraf financieel niet de verwachte inkomsten te hebben gegenereerd. Omdat de voorzitter tevens burgemeester was van de gemeente Monster, en deze functies niet kunnen worden gescheiden volgens de Nederlandse wet, voelde de gemeenteraad van Monster zich aansprakelijk voor de geleden verliezen.
De gemeente Westland, waarin de gemeente Monster opging op 1 januari 2004, kreeg deze schuld als erfenis, waardoor de voorheen zeer ruime gemeentelijke reserves daalden. Afgezien van het financiële plaatje was het vijfdaagse festival een groot succes. Het grootste deel van het ongeveer 800 inwoners tellend gehucht Ter Heijde was vrijwilliger, en had zich in traditionele kledij uit die tijd gestoken. Het dorpje was omgetoverd tot een waar vissersdorp.